# Rafael Carioca
Rafael de Souza Pereira (18 de junio de 1989), más conocido como Rafael Carioca es un futbolista brasileño que juega como centrocampista, actualmente se encuentra sin equipo tras el término de su contrato con los Tigres de la UANL de la Liga MX.
Fue seleccionado internacional de Brasil en las categorías Sub-18 y Sub-20, y el 22 de agosto de 2016 fue convocado por Tite para participar con la Selección mayor.

## Trayectoria

### Clubes

#### Grêmio F. B. P. A.
Rafael llegó al Grêmio en 2009 como amateur. Fue promovido al primer equipo por el entrenador Vágner Mancini después de fungir como capitán en la juvenil Copa São Paulo de Fútbol Júnior, pero pronto fue de regreso a las inferiores debido a su falta de compromiso en el entrenamiento de pretemporada. Antes del comienzo de la temporada 2008 del Brasileirão, Mancini fue despedido y Rafael tuvo una nueva oportunidad con el entrenador Celso Roth, el mismo entrenador que promovió a Ronaldinho al primer equipo en 1998. Se convirtió en la primera opción del equipo en el centro del campo y creó una fuerte asociación con William Magrão. Como mediocampista defensivo, Rafael se perdió sólo un partido de liga y recibió sólo cinco tarjetas amarillas durante la temporada.

#### F. C. Spartak Moscú
En diciembre de 2008, se unió al Spartak Moscú en un contrato de cinco años.

#### C. R. Vasco da Gama
Para la temporada 2010, Vasco da Gama obtuvo a Carioca a préstamo del Spartak Moscú por un año.

#### Atlético Mineiro
Carioca llegó al Atlético Mineiro el 13 de agosto de 2014 a préstamo por un año. Tuvo un buen segundo semestre en 2014, convirtiéndose en jugador de primera elección en el equipo que ganó la Copa de Brasil de ese año. Comenzó sólido en la temporada siguiente, que incluyó un gol impresionante contra Colo-Colo en la Copa Libertadores y un Campeonato Mineiro, una vez más como parte de los once titulares del equipo. El contrato de préstamo de Rafael con el Atlético Mineiro llegó a su fin en agosto, pero el club brasileño llegó a un acuerdo con el Spartak de Moscú para la compra del 50% de los derechos por una cuota no revelada.

#### Tigres de la UANL
El 23 de agosto de 2017, Carioca arribó a la ciudad de Monterrey para realizar las pruebas físicas e integrarse a los Tigres de la UANL de la Liga MX.
El 26 de agosto siguiente, hace su debut  oficial en partido de jornada 7 de Liga mexicana, ante los Lobos de la BUAP en el Estadio Universitario de Nuevo León.
El 24 de febrero de 2018, en la Jornada 9 del torneo Clausura 2018 contra Morelia, marcó su primer y laureado gol con Tigres.

## Selección de Brasil
En 2007, Carioca fue capitán de Brasil Sub-20. El mismo año, participó en la Copa Sendai con la Sub-18, pero fue suplente y no vio minutos de juego. Recibió su primera convocatoria internacional con la Selección mayor por Tite el 22 de agosto de 2016, para los partidos contra Ecuador y Colombia.

## Detalle de clubes
| Club                | País   | Año     |
| ------------------- | ------ | ------- |
| Grêmio F. B. P. A.  | Brasil | 2008    |
| F. C. Spartak Moscú | Rusia  | 2009-10 |
| C. R. Vasco da Gama | Brasil | 2010    |
| F. C. Spartak Moscú | Rusia  | 2011-14 |
| Atlético Mineiro    | Brasil | 2014-17 |
| Tigres de la UANL   | México | 2017-25 |

## Palmarés

### Títulos nacionales
| Título               | Club        | País   | Año  |
| -------------------- | ----------- | ------ | ---- |
| Liga MX              | Tigres UANL | México | 2017 |
| Campeón de Campeones | Tigres UANL | México | 2018 |
| Liga MX              | Tigres UANL | México | 2019 |
| Liga MX              | Tigres UANL | México | 2023 |
| Campeón de Campeones | Tigres UANL | México | 2023 |

### Títulos internacionales
| Título                           | Club        | Sede    | Año  |
| -------------------------------- | ----------- | ------- | ---- |
| Liga de Campeones de la Concacaf | Tigres UANL | Orlando | 2020 |

### Distinciones individuales
| Distinción                                                                 | Año  |
| -------------------------------------------------------------------------- | ---- |
| Once Ideal de la Liga de Campeones de la Concacaf                          | 2019 |
| Once ideal de la primera ronda de la Copa de Campeones de la Concacaf 2024 | 2024 |